# دندانه

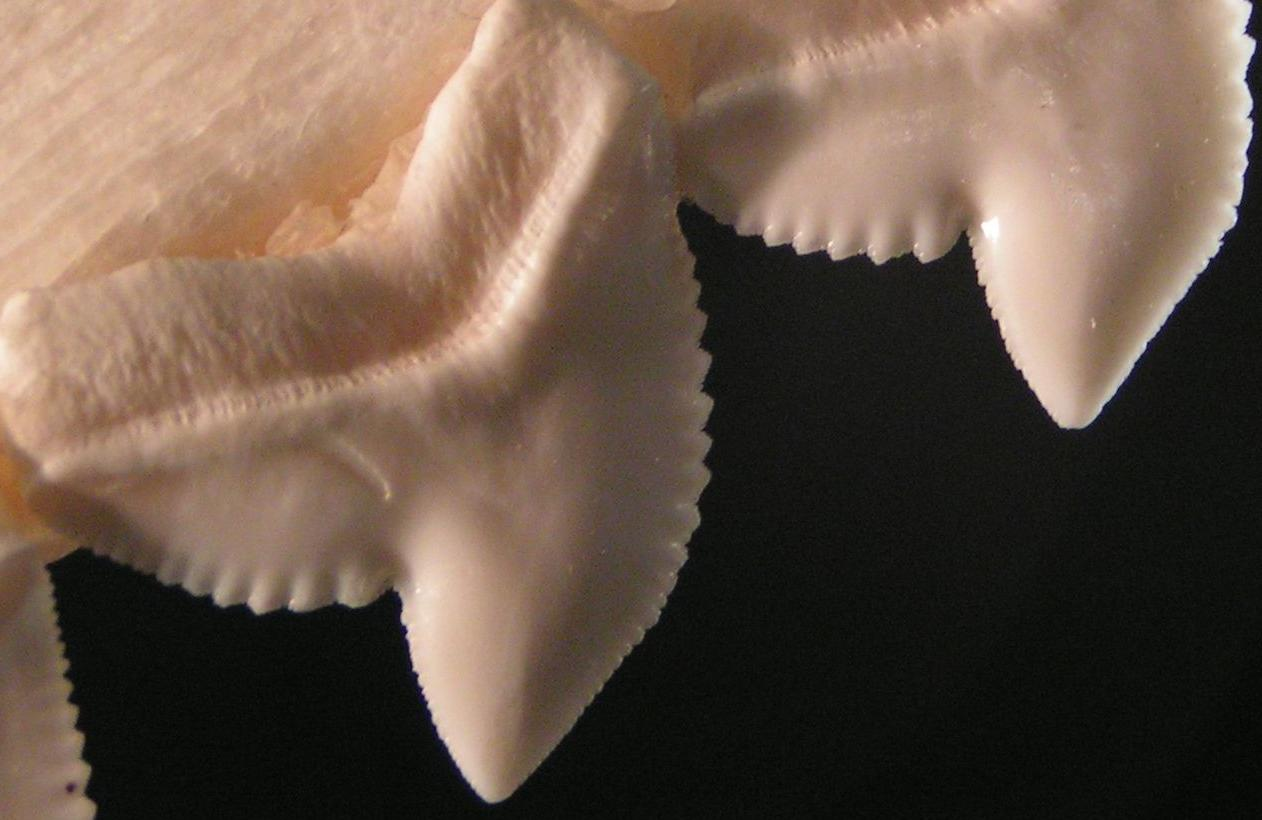
لبه‌های دندانه‌دار دندان‌های کوسه ببری

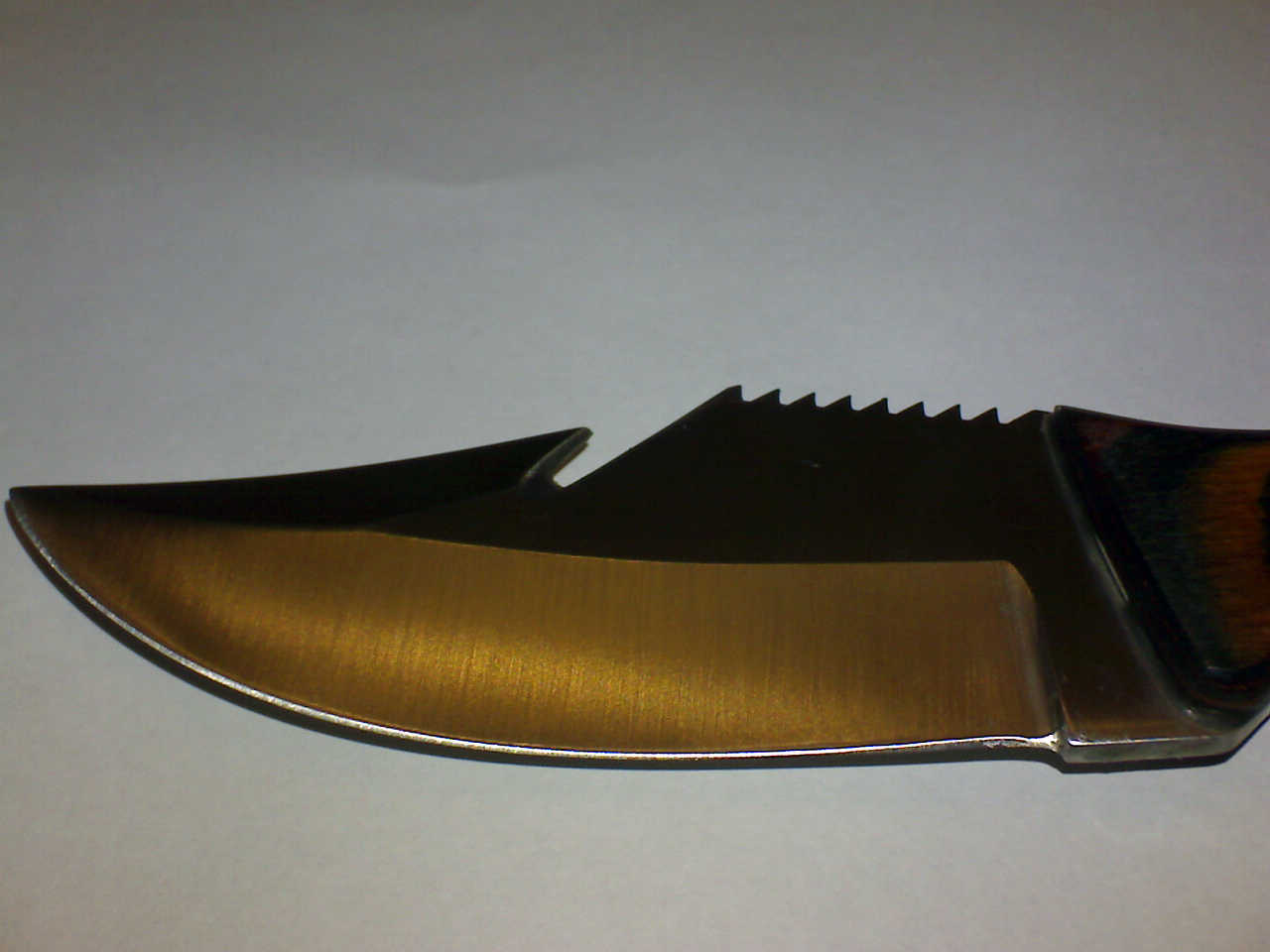
یک چاقوی شکاری با لبه پشتی دندانه‌دار

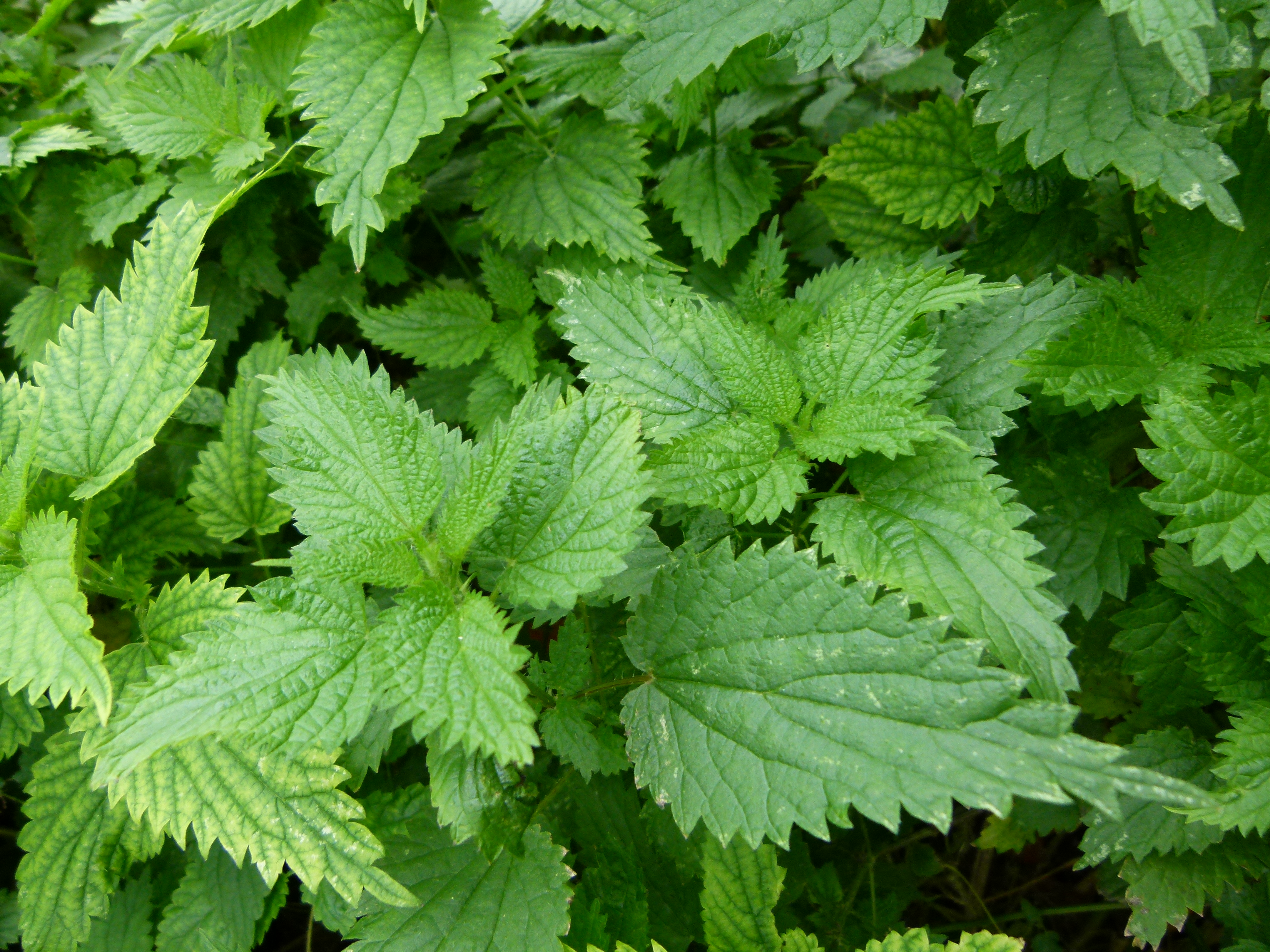
برگ‌های دندانه‌دار گزنه دوپایه، Urtica dioica

دندانه (Serrate)، دندانه‌ای (Serration) یا دندانه‌دار (Serrated) ظاهری اره‌مانند یا ردیفی از برآمدگی‌های تیز یا دندان‌مانند است. لبه برنده دندانه‌دار نقاط تماس کوچک زیادی با مواد برشی دارد. با داشتن سطح تماس کمتر از یک تیغه صاف یا لبه دیگر، فشار اعمال شده در هر نقطه تماس بیشتر است و نقاط تماس، زاویه تندتری نسبت به ماده برشی دارد. این باعث برش می‌شود که شامل شکاف‌های کوچک زیادی در سطح ماده در حال برش ایجاد می‌شود که به‌طور تجمعی برای برش مواد در امتداد خط تیغه عمل می‌کند.